# Sigma Sound Studio
Die Sigma Sound Studios sind Tonstudios in Philadelphia, die 1968 errichtet und insbesondere durch hier produzierte Hits des Phillysounds bekannt wurden.

## Entstehungsgeschichte
Mit einer technischen Ausbildung auf der Oberschule ging der spätere Gründer der Sigma Sound Studios, Joseph „Joe“ Tarsia (* 23. September 1934 in Philadelphia), im Jahr 1952 in die Forschungsabteilung des Elektronikherstellers Philco Corporation, wo er 10 Jahre als Labortechniker verbrachte. Nachts reparierte er ab 1958 Tonbänder und andere Studioausrüstung. Danach absolvierte er bei AMS, einem kleinen unabhängigen Tonstudio in die Lehre, dem Verbindungen zu Dick Clarks American Bandstand nachgesagt wurden. Er lernte dort das Handwerk des Toningenieurs durch Musikproduzenten. In Philadelphia gab es Anfang der sechziger Jahre lediglich wenige unabhängige Tonstudios, darunter Sound Plus (Tony Louisi), Impact Sound (Tony Schmidt), Virtue Recording Studios (Frank Virtue) oder Reco-Art (Emil Harry Korsen).
Mitte 1961 kam Tarsia als Assistent von Dave Appell zum bekannten Plattenlabel Cameo-Parkway, wo er 1962 zum Ersten Toningenieur aufstieg. Im Januar 1964 tauchte er bei Cameo Records als Toningenieur für Bobby Rydell auf (LP The Top Hits of 1963). Cameo-Parkway vergaben viele ihrer Studioaufnahmen als Auftragsproduktion an das örtliche, im Januar 1946 gegründete Reco-Art Studio, das mit 4-Spurtechnik in Mono produzierte.

## Gründung
Als 1967 Cameo/Parkway in die Krise geriet, entschloss sich Tarsia, ein eigenes Tonstudio zu errichten. Er erwarb 1968 von Emil Harry Korsen die Reco-Art Sound Recording-Studios nebst Echokammer, investierte mit einem Bankkredit von 40.000 Dollar in den Umbau und errichtete bis August 1968 die Sigma Sound Studios in Philadelphia (212 North 12 Street, 2. Etage).

## Erste Aufnahmesessions
Sigma startete als 8-Spur-Studio. Die erste Aufnahmesession im Sigma Sound Studio fand am 5. August 1968 mit den Delfonics statt, die hier ihren Hit La La Means I Love You einspielten (Philly Groove #150). Hierbei wirkten auch weitgehend jene Personen mit, die für die Entwicklung des Phillysound von Bedeutung sein würden. Produzent war Thom Bell, sie wurden begleitet von Norman Harris (Gitarre) und Ronnie Baker (Bass), Vincent Montana (Vibraphon) und Don Renaldos Geigen- und Sam Reeds Bläsersektion. Bis auf Kenny Gamble und Leon Huff waren hier alle Bestandteile des späteren Phillysound zusammengekommen, sodass der Millionenseller als erste Aufnahme des Phillysound bezeichnet werden kann.
Direkt danach entstanden 3 weitere Songs für unbekannt gebliebene Interpreten. We Don’t Need No Music (verfasst von Gamble/Jerry Butler/Thom Bell) für die Landslides (Arrangeur: Bobby Martin, Produzenten Gamble/Huff) (Huff Puff Records #1001), erschienen im November 1968 und Rover Rover / Run Rover Run für Ruth McFadden (Huff Puff Records #1002).
Bei Jerry Butlers LP The Iceman Cometh trafen weitere Bestandteile des späteren Phillysound aufeinander. Tarsia war Toningenieur im Sigma Sound Studio, Gamble/Huff produzierten, Bobby Martin und Thom Bell arrangierten. Begleitet wurde Jerry Butler von Roland Chambers und Dennis Harris (Gitarre), Steve Gold/Dexter Wansel/Leon Huff (Keyboards), Derek Graves/Michael „Sugarbear“ Foreman/Ronnie Baker (Bass), Vincent Montana (Vibraphon), Billy Johnson/Charles Collins/Earl Young (Schlagzeug) und David Cruse/Larry Washington (Congas); eine Geigen- (von Don Renaldo) und eine Bläsersektion (Sam Reed) mit einem Hintergrundchor (Barbara Ingram, Carla Benson und Evette Benton) komplettierten die Aufnahme. Aus dem Album wurde der am 7. September 1968 aufgenommene Messagesong Only the Strong Survive ausgekoppelt, in nur einem Take und 20 Minuten Aufnahmedauer entstanden. Nach Veröffentlichung im Januar 1969 entwickelte er sich zum zweiten Millionenseller des Tonstudios und des Phillysound (Rang 1 Rhythm-&-Blues-Hitparade, Rang 4 Pop). Hier kamen erstmals jene Sessionmusiker zusammen, die später den Kern des Phillysounds bildeten.

## Frühe Erfolge
Der Intruders-Hit Cowboys to Girls erhielt im Mai 1968 eine Goldene Schallplatte. Er entstand jedoch nicht bei Sigma Sound wie Jerry Butler und Earl Smith und viele behaupten, weil er bereits im April 1968 erschienen war, also 4 Monate vor Studioeröffnung. Vielmehr wurde er noch im Vorgängerstudio Reco-Art von Gamble/Huff produziert. Jedenfalls ließen bei Sigma Sound Archie Bell & the Drells ihre LP There’s Gonna Be A Showdown einpegeln (aufgenommen am 1. November 1968), die Single One Night Love Affair wurde mit den O’Jays im Juni 1969 hier produziert. Bereits in dieser Frühphase wurde die britische Dusty Springfield auf die Studios aufmerksam und nahm hier ihre LP A Brand New Me auf (September–Oktober 1969, Endabmischung am 16. Oktober 1969); sie kam im Januar 1970 auf den Markt. Die Stylistics waren für ihre gleichnamige Debüt-LP mit den späteren Ingredienzen des Phillysound im April 1971 zu Gast, aus ihr wurden die Hits Stop Look Listen (to Your Heart) (Mai 1971; Rang 9 US-Pop) und der Millionenseller Betcha By Golly, Wow (März 1972; Rang 3 US-Pop) ausgekoppelt. Sie blieben bei Tarsia bis zur LP Rockin‘ Roll Baby (November 1973). The Sweet Inspirations reisten für ihre LP Sweet Sweet Soul an (11. November 1969).
Die LP Wilson Pickett in Philadelphia (14. Januar 1970) wurde erstmals mit neuer 24-Spurtechnik aufgenommen. Die Sigma Sound Studios waren damit erst das zweite Studio der USA mit dieser Technik. Aus der LP wurde der Titel Get Me Back on Time, Engine Number 9 (komponiert von Gamble/Huff, Oktober 1970; Rang 3 US Rhythm-&-Blues-Hitparade) ausgekoppelt. Der Hit war nicht voll auskomponiert, sondern wurde durch die Rhythmus-Gruppe vorangetrieben. Die Produktion der Pickett-LP verschlang 60.000 Dollar, ungewöhnlich hoch für jene Tage. Die zweite Single-Auskopplung hieraus Don’t Let the Green Grass Fool You (Januar 1971; Rang 2 US-R&B) wurde gar zum ersten Millionenseller für Pickett. Jerry Butler coverte A Brand New Me (5. April 1969), er wurde ab 1970 nicht mehr von Gamble/Huff produziert (letztes Album hier war You & Me; Juli 1970), weil er nicht bei deren Labels, sondern bei Mercury Records unter Vertrag stand.

## Phillysound
Hauptartikel: Phillysound
Der kommerzielle Erfolg der Intruders mit Gamble/Huff-Material ermutigte Columbia Records, Gamble/Huff die Gründung von Philadelphia International Records zu finanzieren. Der Phillysound und das von Gamble und Huff im Februar 1971 gegründete Plattenlabel wurden mit dem Sigma Sound Studios symbiotisch assoziiert. Gamble & Huff setzten fast immer die gleichen Arrangeure, Produzenten und Studiomusiker ein und schufen so im Sigma Sound Studio mit Tarsia ein einheitliches Klangstereotyp, das Phillysound genannt wurde. Es war gekennzeichnet durch symhonieähnliche Orchestrationen. Große Erfolge des Phillysounds, der ausschließlich aus den Sigma Sound Studios kam, waren die Millionenseller Back Stabbers über hinterhältige Typen von den O’Jays (Mai 1972, PIR 3517) und erster Millionenseller des neuen Labels, am 1. September 1972 mit einer goldenen Schallplatte ausgezeichnet. Zum ersten Pophit wurde Billy Pauls Ballade über eine problematische Dreiecksbeziehung Me and Mrs. Jones (September 1972, PIB 3521), die einen Grammy Award erhielt. Einen weiteren Millionenseller brachten Harold Melvin & The Blue Notes mit If You Don’t Know me by Now im September 1972 (PIB 3520) auf den Markt. Im Januar 1973 erschien von MFSB die Instrumentalversion Family Affair (mit Huff am elektrischen Piano; PIB 3528), die die instrumentalen Fähigkeiten dieser Studioband unter Beweis stellte. Einen weiteren Instrumentalhit lieferte die Gruppe mit TSOP (The Sound of Philadelphia) im Februar 1974 ab (PIB 3540), das zur Erkennungsmelodie des Phillysound und der landesweit ausgestrahlten US-TV-Musiksendung Soul Train wurde. Typischer Phillysound war der Millionenseller When Will I See You Again von dem Mädchen-Trio The Three Degrees (PIB 3550), der im September 1974 auf den Markt kam und bereits am 9. Dezember 1974 mit Gold ausgezeichnet wurde. Der Hit wurde über 2 Millionen Mal verkauft. Im Oktober 1973 entstand für die O’Jays der sozialkritische Song For the Love of Money, der über eine Million Mal umgesetzt wurde. Zu weiteren Millionensellern verhalfen dem Tonstudio People’s Choice mit Do it Anyway You Wanna (August 1975, PIB 3500), die O’Jays mit I Love Music (Oktober 1975; PIB 3577), Teddy Pendergrass und Close the Door (Mai 1978, PIB 3648) sowie McFadden & Whitehead mit Ain’t No Stoppin’ Us Now (März 1979, PIB 3681). Letztere erhielt mit weltweit 8 Millionen verkauften Exemplaren Platin am 27. Juli 1979. Die Interpreten Gene McFadden und John Whitehead arbeiteten seit Mai 1972 als zusätzliche Produzenten, Komponisten und Arrangeure für PIR im Sigma Sound Studio.

## Erfolge außerhalb des Phillysound
1971 produzierten Gamble und Huff dort die LP Gonna Take a Miracle mit Laura Nyro und Labelle, eine Zusammenstellung von Rhythm-and-Blues-Songs der frühen und mittleren 1960er Jahre, die anschließend bei Record Plant in New York abgemixt und auf Columbia veröffentlicht wurde.
1972 kamen die gerade zu Atlantic Records gewechselten Spinners in die Sigma Sound Studios, wo Thom Bell aus mehreren Titeln eine Single aussuchte und sich für I’ll Be Around (August 1972; Rang 1 US-R&B) entschied, dem ersten Millionenseller für die Gruppe. Auch die zweite Auskopplung Could It Be I’m Falling In Love (Dezember 1972; Rang 1 US-R&B) entwickelte sich zum Millionenseller. Don Murray, seit 1970 der Assistent von Tarsia im Studio, nahm 1973 mit den Spinners den Titel Mighty Love auf (Januar 1974; Rang 1 US-R&B).
Bonnie Raitt suchte die Studios für Can’t Find My Way Home auf (22. Februar 1972). Billy Joel nahm live am 15. April 1972 insgesamt 23 Titel hier auf. Auch B. B. King war Gast im Studio (Single To Know You Is to Love You, Mai 1973; LP Friends, August 1974), ebenso The Tymes für ihr Album You Little Trustmaker (August 1974) mit der Auskopplung Miss Grace (Dezember 1974). Bruce Springsteen und David Bowie trafen sich im Sigma Sound Studio am 25. November 1974, David Bowie nahm an jenem Tag seine letzten Takes für die LP Young Americans auf (begonnen am 11. August 1974, veröffentlicht am 7. März 1975). Bruce Springsteen war hingegen nur zu Besuch. Die LP The Jacksons für die gleichnamige Gruppe kam im Dezember 1976 auf den Markt, die Nachfolge-LP Goin’ Places im Oktober 1977, beide LPs wurden von Gamble/Huff bei Sigma Sound produziert.

## Erweiterung in New York

Talking Heads - Road to Nowhere

Sigma Sound bestand ursprünglich aus 3 Studios in Philadelphia, im Januar 1977 wurde als Studio 4 eine Filiale im New Yorker Ed Sullivan-Gebäude eröffnet und später um Studio 5 erweitert. Hier entstanden unter anderem für Grace Jones deren Debüt-LP Portfolio (veröffentlicht im September 1977) oder für die Four Tops die LP At The Top (1978). Gäste waren auch The Village People, deren gleichnamige Debüt-LP im Oktober 1977 erschien; die LP Cruisin’ wurde am 25. September 1978 veröffentlicht und enthielt den massiven Disco-Hit Y.M.C.A. (veröffentlicht am 13. November 1978; Rang 2 US-Pop). Lou Rawls kam 1979 in die Studios (LP Let Me Be Good to You, veröffentlicht im Mai 1979), Stevie Wonder (LP Journey Through the Secreat Life of Plants, in mehreren Studios zwischen Februar und April 1979 entstanden, veröffentlicht am 30. Oktober 1979), Diana Ross LP The Boss (Juni 1979), Gladys Knight & the Pips (LP About Love; Mai 1980) oder Patti Labelle (LP The Spirit’s in It; Oktober 1981). Madonnas gleichnamiges Debüt-Album verschlang eine Aufnahmedauer von einem Jahr (Mai 1982 bis April 1983) und wurde am 27. Juli 1983 veröffentlicht. Hieraus wurden ihre ersten drei Single-Hits Holiday (Oktober 1983), Borderline (März 1984; Rang 10 US-Pop) und Lucky Star (August 1984; Rang 4 US-Pop) ausgekoppelt. Die Paul-Simon-LP Hearts and Bones entstand 1983 teilweise bei Sigma Sound (veröffentlicht am 4. November 1983). Das Stanley Turrentine Quintet ließ bei Sigma New York seine Jazz-LP Straight Ahead einpegeln (7. Dezember 1984), ebenso wie Robert Palmer (LP Riptide, November 1985). Miles Davis und Marcus Miller nahmen hier am 7. und 8. Januar 1987 Teile des Albums Music from Siesta auf.
Dauergäste in der New Yorker Studio-Filiale waren die Talking Heads mit ihren LPs Remain in Light (Gesangsaufnahmen, Oktober 1980), Speaking in Tongues (Juni 1983) und Little Creatures mit der Hit-Auskopplung Road to Nowhere (Juni 1985; Rang 6 GB-Pop). Eric Clapton als Sideman von Clarence “Gatemouth” Brown spielte die LP Long Way Home ein (14. September 1995). In der New Yorker Filiale nahm auch Whitney Houston ihre LP Whitney Houston (März 1985) mit den Nummer-eins-Hit-Auskopplungen Saving All My Love for You (Juni 1985), How Will I Know (Dezember 1985) und Greatest Love of All (April 1986) auf. Steely Dan kam für die LP Gaucho (aufgenommen in mehreren Studios, veröffentlicht am 21. November 1980).

## Studiogründer verkauft
Joe Tarsias Sohn Michael Tarsia begann 1977 als Assistent des Vaters bei Arthur Prysocks LP Arthur Prysock Does it Again und wirkte im selben Jahr bei der LP Delusions von First Choice mit. Der Sohn tauchte auch 1979 als assistierender Toningenieur bei der Teddy-Pendergrass-LP Teddy Live! Coast to Coast auf, die im Schubert Theater (Philadelphia) zwischen dem 10. und 12. August 1978 und am 6./8. September 1979 (The Greek Theater, Los Angeles) entstand. Sohn Michael Tarsia wurde 1990 Präsident der Studios, im selben Jahr produzierte er die Patti Labelle-LP Burnin‘.
Anders als sonst bei Tonstudios üblich, beschränkte sich Studioinhaber und Autodidakt Joe Tarsia auf die Rolle als Toningenieur und überließ die Produktionsrolle anderen. Nachdem Joe Tarsia ab 1987 in beiden Studios auf 32-Spurtechnik umgestiegen war, verkaufte er zunächst 1988 die New Yorker Studios kurz vor Ablauf der Mietvertragsdauer. Im September 2003 folgten die Studios in Philadelphia, die der Bauunternehmer Mario Santoro für 1,5 Millionen Dollar erwarb, weil sich die Musikindustrie nach Ansicht von Tarsia stark verändert hatte und er sich mit inzwischen 69 Jahren zu alt fühlte. Zeitlebens hat er mit seinen Studios zu zwischen 150 und 200 Goldene und Platin-Schallplatten beigetragen. Joe Tarsia wurde der erste von der Society of Professional Audio Recording Studios (SPARS) am 21. Oktober 2011 mit einem Award ausgezeichnet. Im Jahr 1978 wurde er Gründungsvorstand der SPARS.